# L'uomo che credeva di non avere più tempo
L'uomo che credeva di non avere più tempo è un romanzo del 2005 di Guillaume Musso, pubblicato in Italia dalla Sonzogno Editore. Dal libro è stato tratto il film Afterwards di Gilles Bourdos, con Romain Duris, John Malkovich, Evangeline Lilly.

## Trama
Il protagonista del romanzo (Nathan Del Amico) nonostante provenga da una famiglia umile è riuscito a diventare un illustre avvocato.
Dedica gran parte della sua vita al lavoro e con molte probabilità questa è stata la causa del suo divorzio dalla moglie Mallory.
Tutto cambia il giorno in cui incontra un medico, Garret Goodrich, che si presenta nel suo ufficio sostenendo di riconoscere le persone che sono prossime alla morte.

## Personaggi

### Personaggi principali
- Garret Goodrich, medico rinomato che conosce Nathan, lavora allo "Staten Island Public Hospital".
- Mallory, moglie di Nathan.
- Nathan Del Amico, avvocato famoso e giovane (31 anni), mago dei profitti.

### Personaggi secondari
- Abby Coopers, assistente di Nathan.
- Ashley Jordan, socio principale dello studio legale "Marble & March".
- Ben Greenfield, bambino di 7 anni coinvolto in un incidente di auto, figlio di Claire.
- Bonnie, figlia di Nathan.
- Candice Cook, ragazza che lavora in diversi bar, madre di Josh.
- Claire Giuliani, madre di Ben.
- Connie Booker, zia di Josh.
- Creed Leroy, benzinaio che filma Jeffrey ubriaco.
- Eleanor Del Amico, madre di Nathan, donna delle pulizie di Jeffrey.
- Elizabeth Wexler, moglie di Jeffrey.
- Ellen, collega di Candice.
- Emily Goodrich, moglie di Garret.
- Frederick Livingston, giudice nella causa di Nathan contro Jeffrey.
- Jack, marito di Connie.
- Jeffrey Wexler, suocero di Nathan.
- Joe Conolli, proprietario di uno dei bar dove lavora Candice.
- Josh, figlio di Candice.
- Peter, custode del "San Remo", stabile dove abita Nathan.
- Phil Knight, direttore della banca di Nathan.
- Tania, baby sitter di Josh.
- Vince Tyler, uomo con cui esce Mallory, figlio di una ricca famiglia californiana.
- Vittorio Del Amico, padre di Nathan, muratore.

## Edizioni
- Guillaume Musso, L'uomo che credeva di non avere più tempo, traduzione di Fabrizio Ascari, collana Romanzi, Sonzogno, 2005, ISBN 88-454-1209-1.